# Bromus interruptus
Bromus interruptus là một loài thực vật có hoa trong họ Hòa thảo. Loài này được (Hack.) Druce mô tả khoa học đầu tiên năm 1895.